# Тримата от запаса
„Тримата от запаса“ е български игрален филм (комедия, военна драма) от 1971 година на режисьора Зако Хеския, по сценарий на Павел Вежинов. Оператор е Христо Вълчанов. Музиката във филма е композирана от Симеон Пиронков.

## Сюжет
Внимание:  Текстът по-долу разкрива сюжета на произведението (или части от него)!
Иван Стайков (Парцалев), Пейо Вътов (Анастасов) и Спиро Стоименов (Господинов) са мобилизирани български войници, пратени през пролетта на 1945 г. в 3-ти украински фронт на унгарска земя, за да се бият с германците по време на Втората световна война.
За смях и съжаление у командирите, Стайков и Вътов са напълно негодни за война . За да се утежни още повече положението, Стайков е съботянин и не желае да използва пушката по предназначение, Спиро се е захласнал по красива унгарка на име Илонка, а Пейо съвсем скоро се е оженил и мисли само за булката си. Те са пред връщане към България, но остават.
Накрая обаче при едно форсирано нападение над вражеските позиции, тримата, които дотогава са били обект единствено на подбив и пренебрежение, също се включват в сражението. След като става свидетел на човешката трагедия, дори съботянинът Стайков не стреля по врага, а го удушава с ръце. Без да го разберат, те стават герои.

## Състав

### Актьорски състав
| Роля                             | Изпълнител                      |
| -------------------------------- | ------------------------------- |
| Редник Иван Стайков              | Заслужил артист Георги Парцалев |
| Редник Пейо Вътов                | Никола Анастасов                |
| Редник Спиро Стоименов           | Кирил Господинов                |
| Поручик Помощник-командир Андрей | Заслужил артист Стойчо Мазгалов |
| Илонка                           | Тюнде Сабо                      |
| Поручик Минев                    | Васил Попилиев                  |
| Жената на Пейо                   | Белла Цонева                    |
| Фелдфебел                        | Вълчо Камарашев                 |
|                                  | Славчо Митев                    |
|                                  | Димитър Йорданов                |
| Подпоручик Алев                  | Димитър Милушев                 |
|                                  | Гани Стайков                    |
|                                  | Никола Добрев                   |
|                                  | Заслужил артист Владимир Давчев |
|                                  | Васил Йотов                     |
|                                  | Никола Дадов                    |
|                                  | Димитър Бакърджиев              |
|                                  | Иван Томов                      |
|                                  | Тодор Титиринов                 |
|                                  | Никола Камбуров                 |
|                                  | Геори Каранешев                 |
|                                  | Дора Пройкова                   |
|                                  | Антон Маринов                   |
|                                  | Петко Бояджиев                  |
|                                  | Петко Петков                    |
|                                  | Стоян Керемидчиев               |
|                                  | Иван Милков                     |

### Творчески и технически екип
| Сценарий                    | Павел Вежинов                                                        |
| Режисьор                    | Зако Хеския                                                          |
| Оператор                    | Христо Вълчанов                                                      |
| Художник                    | Любен Тръпков                                                        |
| Костюми                     | Пепа Мисиркова                                                       |
| Музика                      | Симеон Пиронков                                                      |
| Звукооператор               | Михаил Каридов                                                       |
| Консултант                  | полк. Кузман Кузов                                                   |
| Редактор                    | Петър Караангов                                                      |
| Оператор комбинирани снимки | Иван Манев                                                           |
| Монтаж                      | Веселина Пешева                                                      |
| Грим                        | Вера Търкаланова                                                     |
| Асистент-режисьори          | Гани Стайков Екатерина Далкалъчева Веселина Романова Ани Господинова |
| Асистент-оператори          | Любомир Георгиев Йордан Костов Венцеслав Цветанов Стефан Кирилов     |
| Фотограф                    | Дора Пройкова                                                        |
| Директор                    | Рачо Рачев                                                           |
| Място на заснемане          | Със съдействието на: Българската народна армия                       |
| Производство                | Българска кинематография Студия за игрални филми /Copyright © 1971/  |

## Награди
На Фестивала на българските филми във Варна през 1971 г. филмът е отличен с наградата за сценарий, наградата за мъжка роля на Кирил Господинов и наградата на Министерството на отбраната за Георги Парцалев, Никола Анастасов и Кирил Господинов.